# Локалитет Дивље Поље у Ратини код Краљева
Локалитет Дивље Поље у Ратини код Краљева је археолошко налазиште на ком су пронађени остаци винчанске и латенске културе. Смештено је на речној тераси која се налази недалеко од ушћа Ибра у Западну Мораву. Овај локалитет је један у низу сличних налазишта који потврђују културни континуитет у околини Краљева током гвозденог доба.

## Историјат
Локалитет Дивље Поље се налази у месту Ратина код Краљева, на десној обали Ибра, у непосредној близини његовог ушћа у Западну Мораву. Насеље се налази на високој речној тераси, са севера и истока заштићено од поплава, а на јужној страни је окружено широким ровом. Ова природна заштићеност речних тераса отежава је непријатељу приступ насељима. Налази површинског материјала указују да се локалитет простире на око 56 хектара. Прве налазе пронашли су мештани током педесетих и шездесетих година, а интензивна истраживања локалитета започела су током осамдесетих година прошлог века, која је вршио Слободан Валовић. Током 2007. године обављена су заштитна археолошка ископавања овог локалитета под вођством Народног музеја Краљево, извршена након оштећења североисточног дела локалитета насталих током изградње обилазнице око Краљева.
Датовањем налаза са локалитета, утврђено је да он припада периоду од краја фазе Винча-Тордош II до краја фазе Винча-Плочник II. Један део фигурина упућује на енеолитски карактер насеља у последњој фази његовог постојања. То значи да је дошло до трансформације овог насеља из познонеолитског у енеолитско. Интензивирано је коришћење локалних извора камених сировина, што је за последицу имало интензивну трговину са суседним насељима.
Већина пронађених фрагмената керамике у првом културном слоју на западном делу локалитета није винчанског порекла, већ припада халштатској култури. Углавном се ради о кухињској керамици. За други културни слој карактеристична је појава група керамике. Као и у првом културном слоју, овде се ради углавном о групама кухињске керамике. Декорације најчешће нема или је сведена на пластичну траку са отисцима прстију. Међу налазима у другом културном слоју је нарочито значајан познолатенски лонац, украшен вертикално и косо чешљастим орнаментом и једном ужлебљеном линијом пронађеном испод обода. Овакви лонци се налазе на локалитетима латенске културе и датују се у позни латен (1. век пре нове ере). Керамика је рађена у локалној радионици. У трећем културном слоју поново доминирају налази кухињске керамике аутохтоних форми, али је количина налаза мања. Пронађени материјал нема одлика које би указивале да он припада неком ранијем хронолошком периоду, али поуздано је да не постоје предмети који по свом изгледу недвосмислено припадају латенској култури. На око 200 метара јужно од руба речне терасе, у другом културном слоју, пронађеном на око 40 до 60 метара дубине, нађена је домородачка халштатска керамика, али је у од ње ипак знатно заступљенија сива и црвена латенска керамика рађена на витлу, датована у 1. век пре нове ере.
Остатке керамике који припадају халштатској култури проналазили су и радници који су радили на обилазници. Испитивањем простора источно од обилазнице. На самој површини прикупљена је типична латенска сива керамика, поред домородачке, као и винчанска керамика. Како су налази винчанске керамике били бројнији крећући се ка истоку, може се закључити да је западни део локалитета у неолитско доба био периферија насеља.
Међу налазима на овом локалитету врло је интересантан налаз зооморфне звечке од теракоте. Данас није познато коју је животињу она представљала, јер су глава и реп одбијени. Овално тело почива на 4 стубасте ножице. Реп је био постављен високо, а глава је почивала на релативно танком врату. Рендгенски снимак је показао постојање овалне шупљине унутар предмета, као и да је реципијент звечке делимично испуњен малим предметима неправилног облика, који су при потресању предмета давали јасни звечећи звук. Након отварања звечке из ње је испало 28 црних и 4 бела каменчића. Због своје масивности и обима мало је вероватно да је она била дечја играчка. Остаје питање зашто је однос црних и белих каменчића био 7:1. Могуће је да ове бројеве треба повезати са 28 ноћи (колико траје месечев циклус) и са 4 месечеве мене, односно 4 седмице. Ове астреономске вредности су могле бити у вези са култом плодности и тиме са целокупним календаром.
Налази са локалитета Дивље Поље, слични налазима са локалитета Кованлук и Црквине у Конареву, који су међусобно временски и просторно блиски, указују на постојање насеља у области дуж речних тераса Ибра и Западне Мораве. Керамика са свих ових локалитета припада истом типу, што значи да се на свим овим локалитетима ради о истој продукцији керамичких посуда. Досадашња истраживања Дивљег Поља указују на једнослојно насеље познолатенског периода. Код једнослојних насеља културни слој се најчешће поклапа са хумусним слојем земљишта који се интензивно обрађује, што нажалост води девастацији локалитета. Налажење аналогија између керамике нађене у Дивљем Пољу са керамиком из локалитета у Кованлуку и локалитета Црквине, али и локалитета из Срема, Баната, Подунавља и Поморавља указује на културни континуитет гвозденог доба у околини Краљева. Старије форме посуда израђених у латену потичу од аутохтоног становништва, које је у обради керамике наставило да се ослања на халштатске традиције. Са друге стране, како чисто латенске форме биле келтског порекла, то значи да су биле или увежене са севера или су прихваћене кроз размену са Скордисцима.
Досадашња истраживања локалитета Дивље Поље показују да је у неолиту живот био концентрисан на источном делу речног платоа, у близини ушћа Ибра у Западну Мораву. На западном делу локалитета винчанска керамика се јавља спорадично и последица је разношења материјала орањем. На западном делу локалитета се заправо простирало латенско насеље, које је највероватније било активно до доласка Римљана.